# 瀬川安五郎
瀬川 安五郎（せがわ やすごろう、1835年8月21日（天保6年7月27日） - 1911年（明治44年）12月24日）は、日本の実業家。

## 経歴
現在の岩手県盛岡市肴町で両替屋を営む4代目油屋惣助とミツの子として生まれる。1859年に5代目であった叔父から惣助を継ぎ6代目惣助となった。幕末の混乱期に生糸を大量に買い集め莫大な利益を上げ、豪商小野組の等外第一等元方を務め奥羽地方の為替や生糸の買い入れを統括した。戊辰戦争に際しては、武器を売り巨利を得た。1876年（明治9年）に工部省鉱山寮から秋田県の荒川鉱山の払い下げを受け、新たな鉱脈を発見するなどその全盛時代を築いた。荒川鉱山は1896年に三菱に売却している。
1879年（明治12年）には第四十八国立銀行（現在の秋田銀行）を創業し取締役を務めた。
1885年には盛岡市に広大な邸宅を建設した。この邸宅は事業の失敗が原因で1907年に当時の盛岡市長であった大矢馬太郎に売却された。邸宅の一部は現在、南昌荘として保存されている。

## その他
画家の平福穂庵・平福百穂親子の後援者でもあった。
いとこの息子に柔術家、柔道整復師の瀬川正三郎がいる。